# موريس سيمون
موريس سيمون (بالإنجليزية: Maurice Simon)‏ هو عازف جاز أمريكي، ولد في 26 مارس 1929.

## وصلات خارجية
- موريس سيمون على موقع ميوزك برينز (الإنجليزية)
- موريس سيمون على موقع أول ميوزيك (الإنجليزية)
- موريس سيمون على موقع ديسكوغز (الإنجليزية)